# نوونیکولایفکا (شهرستان بلبیفسکی، باشقیرستان)
نوونیکولایفکا (به لاتین: Novonikolayevka) یک منطقهٔ مسکونی در روسیه است که در باشقیرستان واقع شده‌است.